# Rhinogobius wangchuangensis
Rhinogobius wangchuangensis is een straalvinnige vissensoort uit de familie van grondels (Gobiidae). De wetenschappelijke naam van de soort is voor het eerst geldig gepubliceerd in 2002 door Chen, Miller, Wu & Fang.